# Monument à l'Amitié russo-géorgienne
Le monument à l'amitié russo-géorgienne ou monument du traité de Georgievsk est un monument construit en 1983 pour célébrer le bicentenaire du traité de Gueorguievsk et l'amitié continue entre la Géorgie soviétique et la Russie soviétique.
Situé sur la route militaire géorgienne entre la station de ski de Goudaouri et le col de Jvari, le monument est une grande structure ronde en pierre et en béton surplombant la Vallée du diable dans les montagnes du Caucase. Sur les faces internes du monument se trouve une grande fresque en carreaux qui s'étend sur toute la circonférence de la structure et représente des scènes de l'histoire géorgienne et russe.

## Galerie

Monument à l'Amitié russo-géorgienne
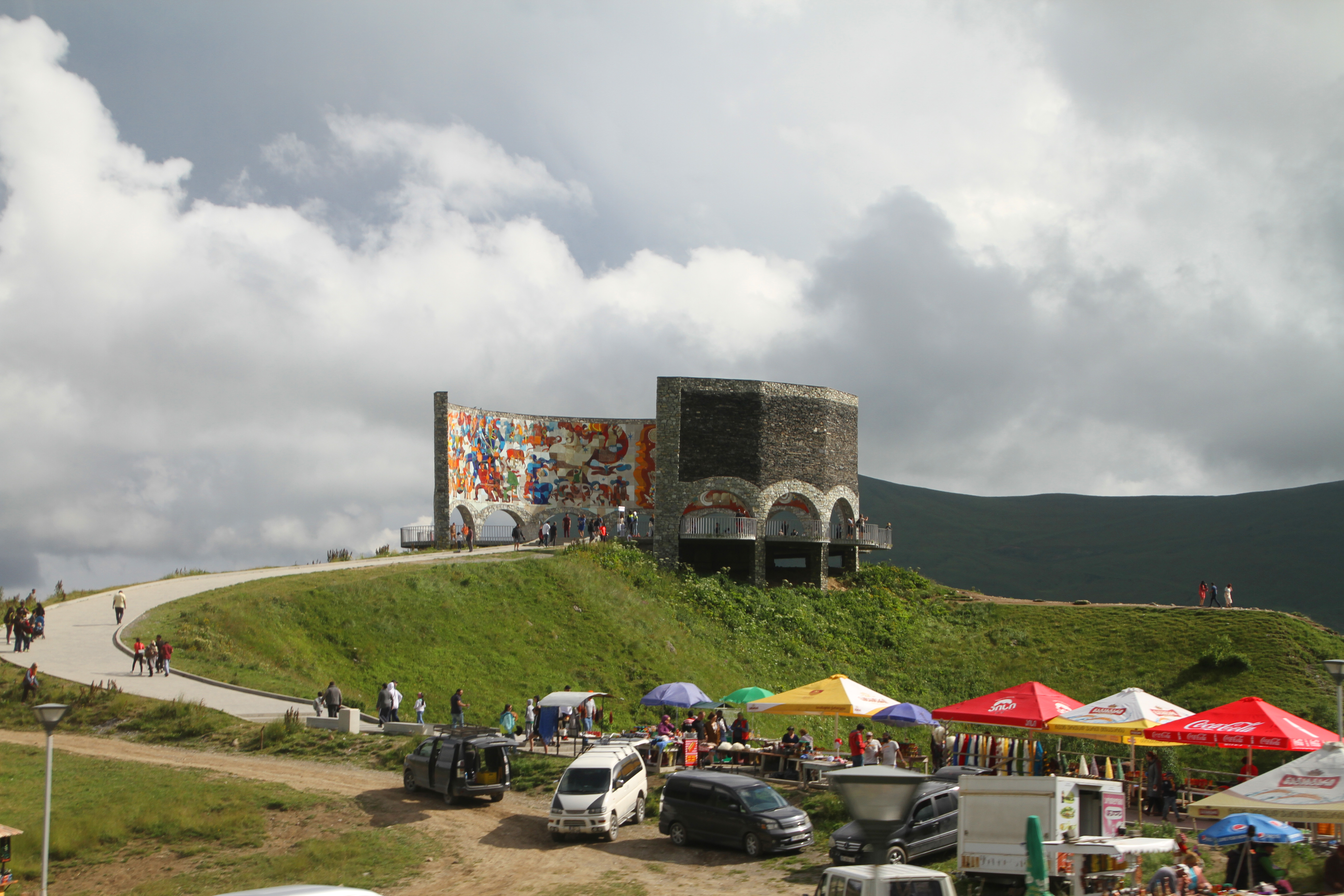
Vue générale
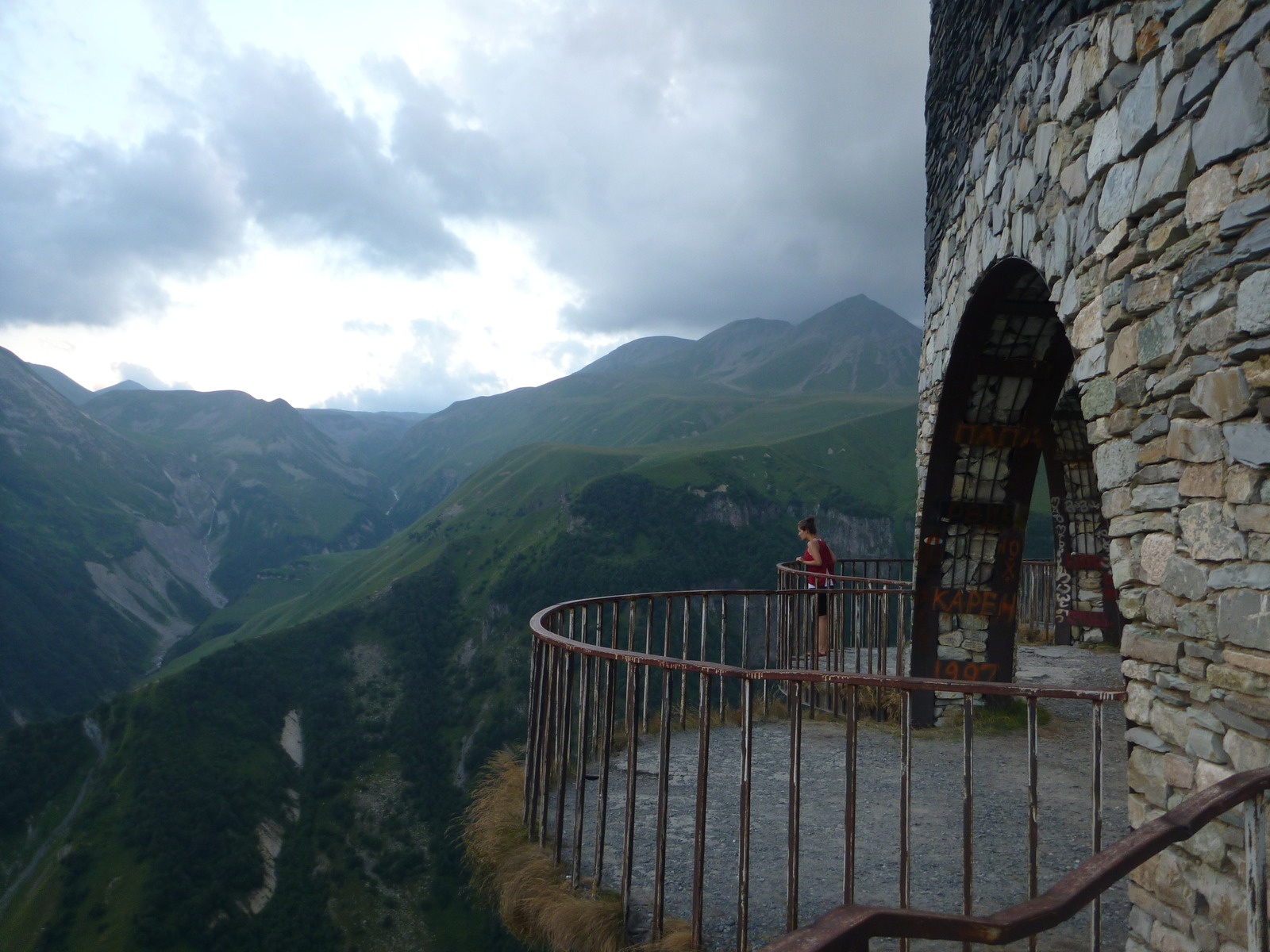
Vue extérieure
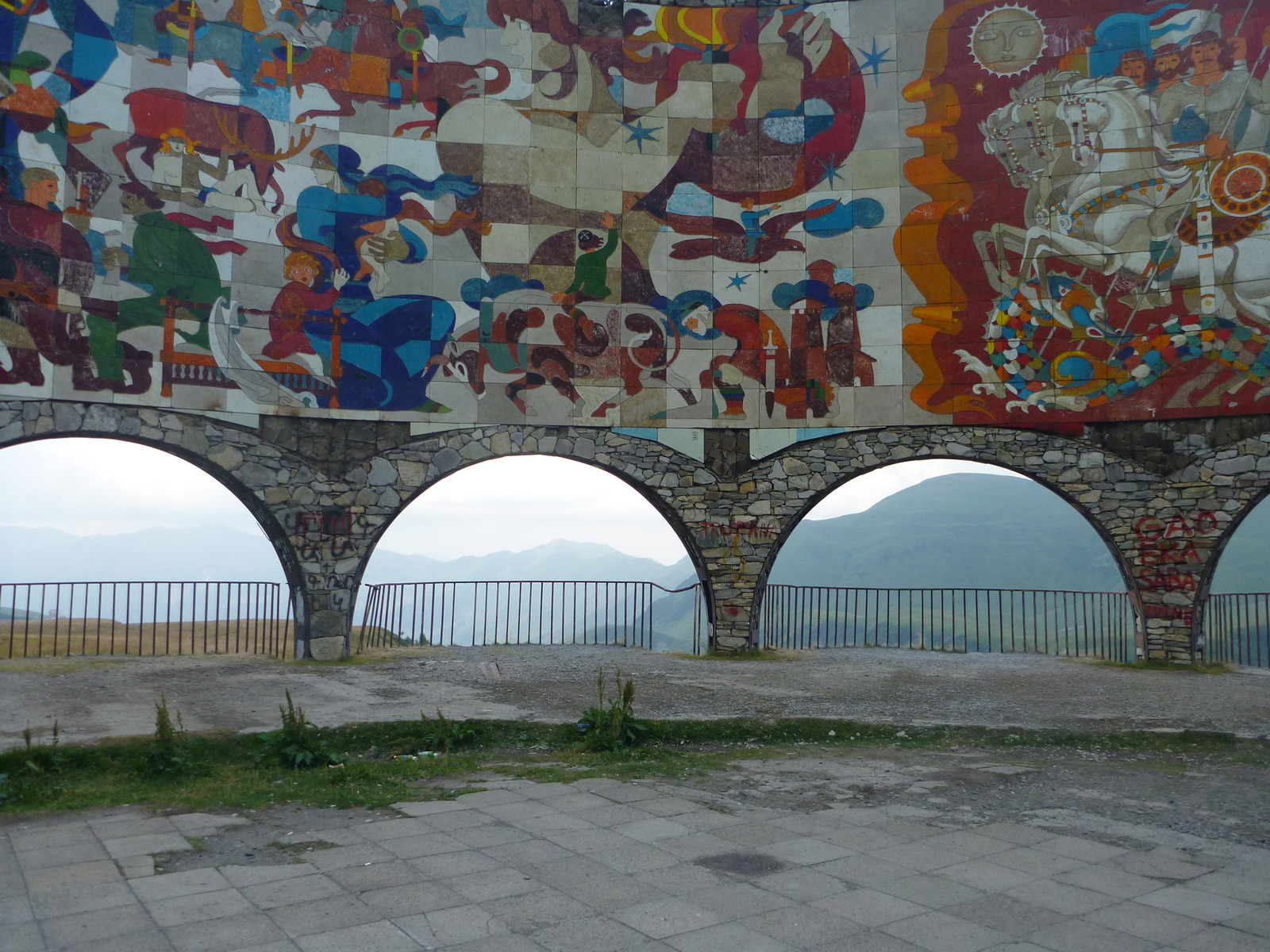
Vue intérieure
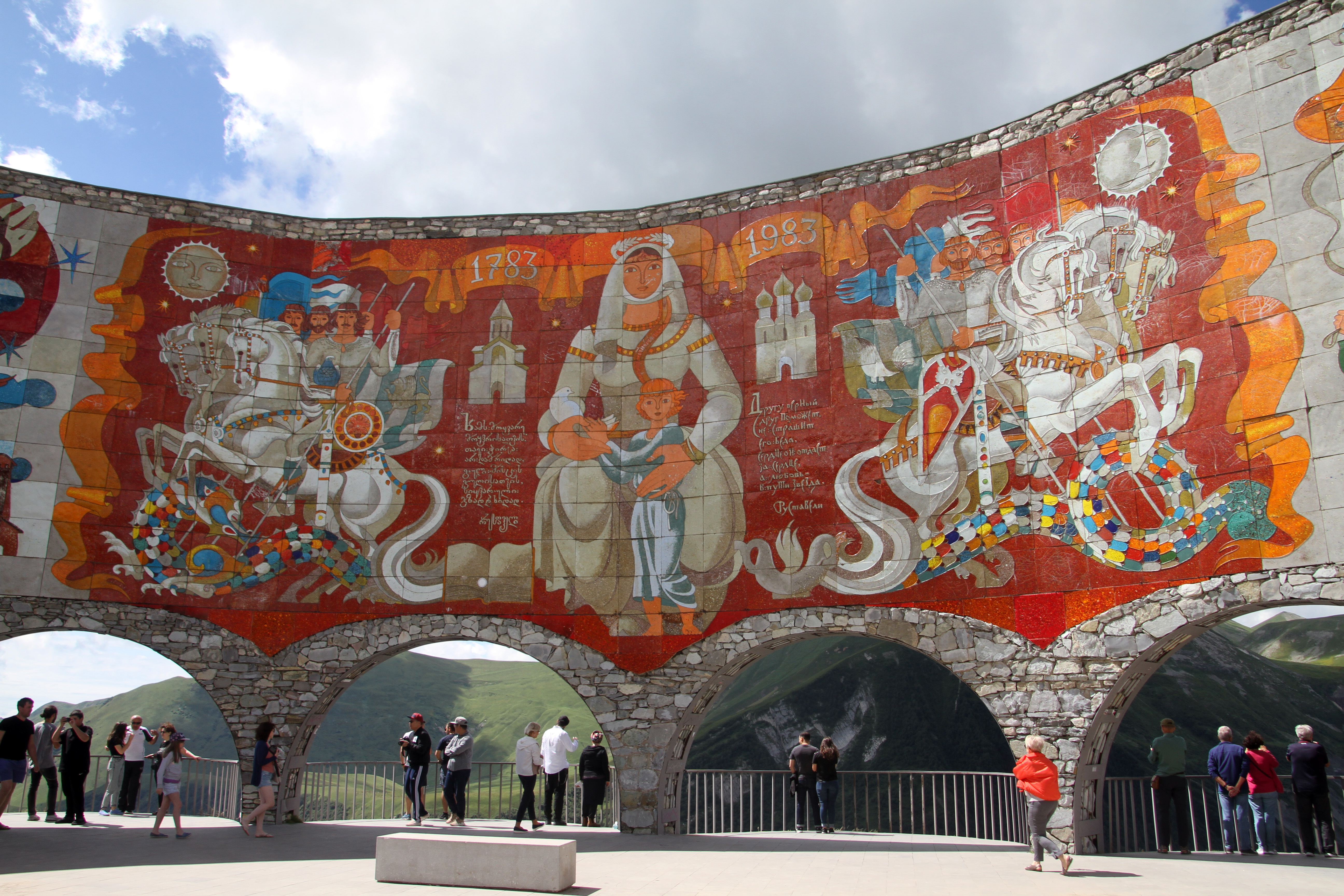
Œuvre en carrelage à l'intérieur du monument
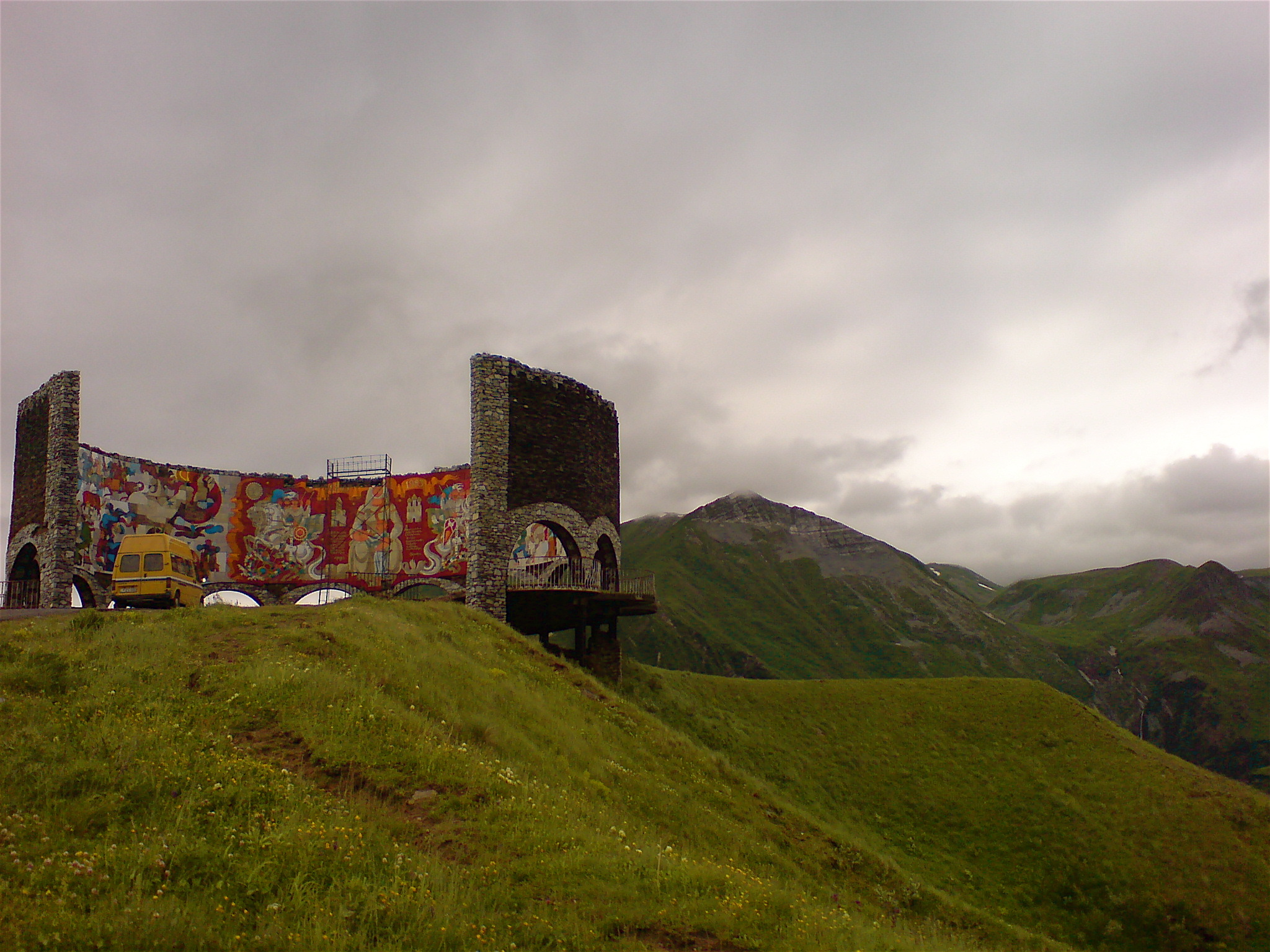
Le monument dans son environnement
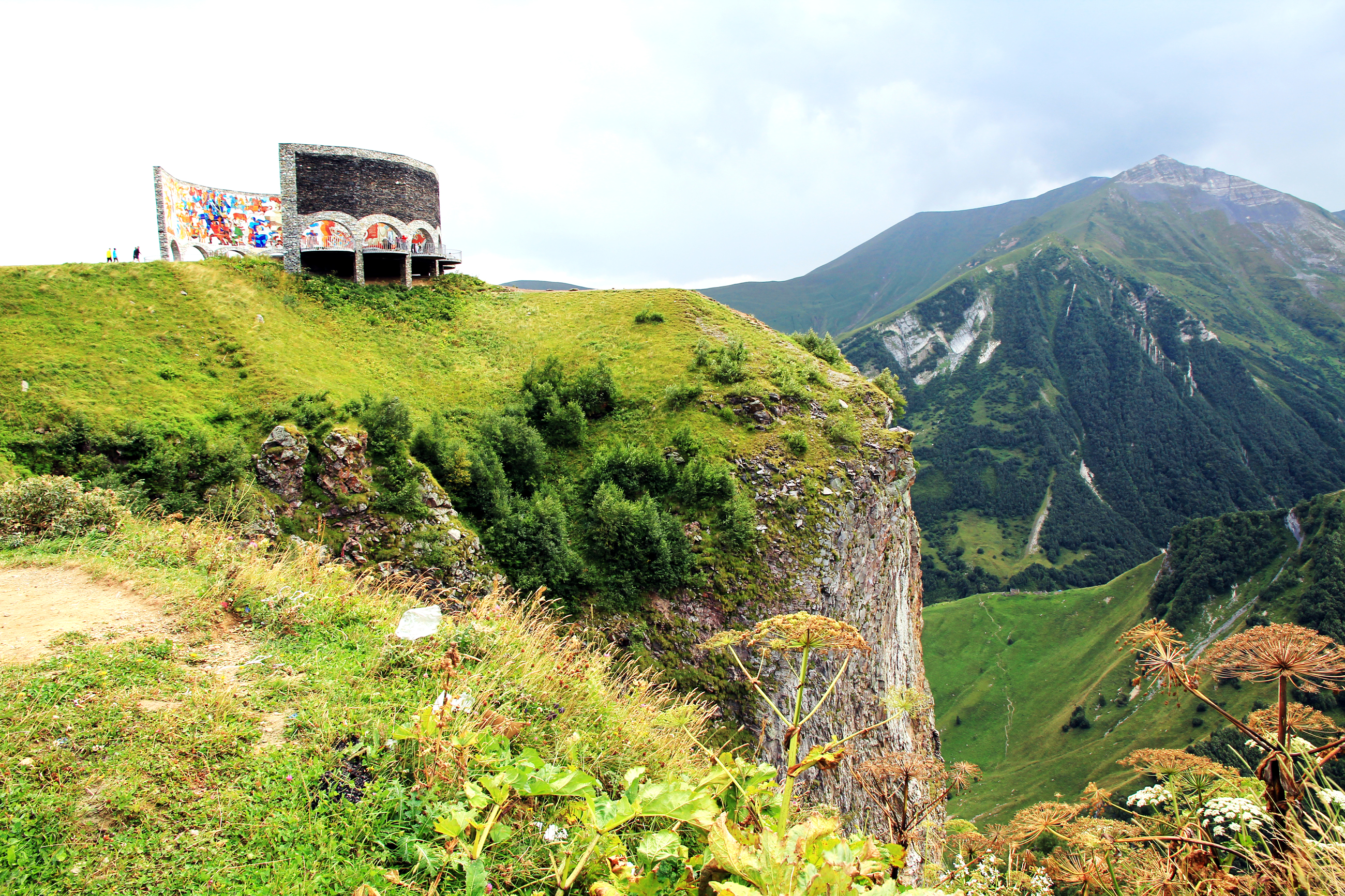
Le monument et les montagnes environnantes